# Он мог быть первым. Драма космонавта Нелюбова
«Он мог быть первым. Драма космонавта Нелюбова» — российский телевизионный документальный фильм телестудии Роскосмоса. Премьера состоялась на телеканале «Россия» 11 июля 2007 года.

## Сюжет
Фильм рассказывает о судьбе космонавта Григория Нелюбова, который был дублером Юрия Гагарина. Летчик морской авиации капитан Нелюбов был одним из лучших в первом отряде космонавтов, но в космос так и не полетел. С 1963 года кадры, запечатлевшие космонавта, исчезли из кинохроники и документальных фильмов. Его изображение ретушировалось на фотоснимках, а имя Нелюбова было вычеркнуто из списка отряда космонавтов.

## Съёмочная группа
- Режиссёр: Майя Данилевская
- Автор сценария: Николай Яковлев
- Оператор: Евгений Петров
- Монтаж: Лариса Смирнова
- Текст читает: Сергей Чонишвили
- Руководитель проекта: Александр Островский
- Продюсеры от телеканала «Россия»: Василий Антипов, Ольга Маркина, Сергей Алексеев

## Награды
В декабре 2007 года фильм стал победителем в международном конкурсе и получил национальную премию «Лавр» в области неигрового кино и телевидения в номинации «лучший научно-популярный фильм».